# Chivhu
Chivhu, do roku 1982 zvané Enkeldoorn, je malé město v Zimbabwe. V roce 2007 byl počet obyvatel města odhadován na 10 000. Město leží 146 km jižně od Harare.

## Historie
Původní název města Enkeldoorn je nizozemského původu a znamená osamělý trn. Odkazuje tak na strom Acacia robusta rostoucí v oblasti. Tento název byl přijat v roce 1891, ale v roce 1982, během druhého výročí nezávislosti Zimbabwe, byl změněn na Chivhu. Toto pojmenování pochází ze šonštiny a znamená mraveniště.
Enkeldoorn byl založen afrikánsky hovořícími búrskými farmáři a osadníky kolem roku 1850 a byl první osadou v Zimbabwe založenou bílými osadníky. Stalo se afrikánskou pevností v převážně anglicky mluvící Rhodesii. Získalo tak přezdívku Republika Enkeldoorn.

## Ekonomika
Hospodářství Chivhu je založeno na zemědělství s převažujícím chovem drůbeže a mléčného skotu. Dalšími důležitými komoditami jsou hovězí, vepřové, kukuřice a proso.

## Významní rodáci a obyvatelé města
Ve městě se narodili hráči kriketu Dirk Viljoen a Gavin Ewing. Z města pocházeli i předci dalšího hráče kriketu Andyho Blignauta. V Enkeldoornu se narodil i Mathias Kanda, zimbabwský atlet, který v roce 1964 startoval v maratonském běhu na letních olympijských hrách v Tokiu. Od svých pěti let v Chivhu vyrůstala i bývalá první dáma Zimbabwe Grace Mugabe.